# ジョン・サックヴィル (第3代ドーセット公爵)

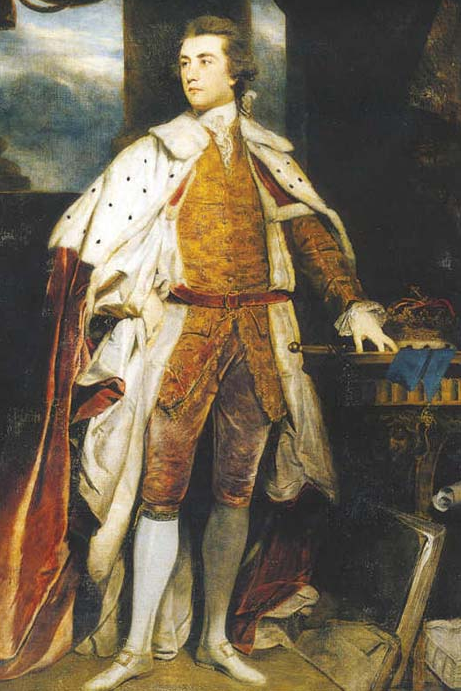
ジョシュア・レノルズによる肖像画、1769年。

第3代ドーセット公爵ジョン・フレデリック・サックヴィル（英語: John Frederick Sackville, 3rd Duke of Dorset KG PC、1745年3月25日 – 1799年7月19日）は、グレートブリテン王国の貴族、政治家。庶民院議員（在任：1768年 – 1769年）、ケント統監（在任：1769年 – 1797年）、国王親衛隊隊長（在任：1782年 – 1783年）、在フランスイギリス大使（在任：1783年 – 1789年）を歴任した。

## 生涯
ジョン・フィリップ・サックヴィル卿（1765年12月3日没、初代ドーセット公爵ライオネル・サックヴィルの次男）と妻フランシス（Frances、旧姓ルーソン＝ゴア（Leveson-Gower）、初代ゴア伯爵ジョン・ルーソン＝ゴアの娘）の息子として、1745年3月25日に生まれ、4月24日にピカデリーのセント・ジェームズ教会で洗礼を受けた。1754年ごろよりウェストミンスター・スクールで教育を受けた。
1768年イギリス総選挙でケント選挙区から立候補して当選した。サックヴィルは1767年より立候補準備しており、初代ニューカッスル公爵トマス・ペラム＝ホリスの支持を取り付けたこともあり無投票での当選だった。サックヴィルが庶民院で演説したり投票したりした記録はなく、1769年1月6日に伯父チャールズが死去すると、ドーセット公爵位を継承した。同年1月27日から1797年6月13日までケント統監を務めた。
1778年4月13日にウェスト・ケント民兵隊隊長に任命され、1794年3月18日に民兵隊が軍務中のときでのみ名乗れる陸軍大佐の名誉軍階を与えられた。
1782年2月11日、国王親衛隊隊長と枢密顧問官に任命された。第2次ロッキンガム侯爵内閣、シェルバーン伯爵内閣を支持して留任したが、のちに小ピット支持に転じ、1783年4月3日に国王親衛隊隊長を辞任した。同年12月26日から1789年8月8日まで在フランスイギリス大使を務め、フランス革命が勃発するとフランスから出国した。『オックスフォード英国人名事典』はドーセット公爵を「怠惰で平凡な大使」と評したが、公爵は1年間小ピットに申請し続けた末1788年4月9日にガーター勲章を授与された。
1789年10月7日に王室家政長官に任命され、1799年2月20日に辞任した。
1796年3月4日、チャーターハウス・スクール理事に選出された。
1799年7月19日にノールで死去、サセックスのウィザムで埋葬された。息子ジョージが爵位を継承した。

## クリケット
クリケットのパトロンであり、ハンブルドン・クラブ会員だったほか、自身の領地でジョン・ミンシャルなどのクリケット選手を雇用した。
1787年にメリルボーン・クリケット・クラブが設立されたときに会員になり、メリルボーンでローズ・オブ・クリケット（クリケット競技規則）が起草されたときは起草委員会の委員を務めた。

## 家族
1790年1月4日、アラベラ・ダイアナ・コープ（Arabella Diana Cope、1769年 – 1825年8月1日、第2代準男爵サー・チャールズ・コープの娘）と結婚、1男2女をもうけた。
- メアリー（1792年7月30日 – 1864年7月20日） - 1811年8月5日、第6代プリマス伯爵アザー・ウィンザー（英語版）と結婚、子供なし。1839年5月25日、初代アマースト伯爵ウィリアム・アマーストと再婚、子供なし[10]
- ジョージ・ジョン・フレデリック（1793年11月15日 – 1815年2月14日） - 第4代ドーセット公爵[1]
- エリザベス（英語版）（1795年8月11日 – 1870年1月9日） - 初代バックハースト女男爵。1813年6月21日、第5代デ・ラ・ウェア伯爵ジョージ・サックヴィル＝ウェスト（英語版）と結婚、子供あり[11]

一方でエリザベス・アーミステッド、アン・パーソンズ、ダービー伯爵夫人エリザベス・スミス＝スタンリー、デヴォンシャー公爵夫人ジョージアナ・キャヴェンディッシュなど多くの愛人を相次いでかかえたことで知られた。